# گروسنزه
گروسنزه (به آلمانی: Großensee) یک شهر در آلمان است که در Stormarn واقع شده‌است. گروسنزه ۱٬۷۲۴ نفر جمعیت دارد.